# Brian Aguirre
Brian Nicolás Aguirre (Granadero Baigorria, 6 gennaio 2003) è un calciatore argentino, attaccante del Boca Juniors e della nazionale Under-20 argentina.

## Carriera

### Club
Nato a Granadero Baigorria, inizia a giocare a calcio all'età di 5 anni nella squadra locale del San Fernando. A 8 anni passa al Villa Cassini, dove gioca per quattro anni prima di essere notato da Carlos Domínguez e Cristian Salomón, che nel 2015 lo portano al Newell's Old Boys.
Dopo aver fatto tutta la trafila delle giovanili,  debutta in prima squadra il 26 aprile 2021, in occasione dell'incontro della Copa de la Liga Profesional perso per 2-1 contro il Gimnasia (LP).
Il 6 luglio 2024, l'80% della proprietà del suo cartellino viene acquisito dal Boca Juniors.

### Nazionale
Nel gennaio del 2023, è stato convocato dalla nazionale Under-20 argentina per il campionato sudamericano di categoria in Colombia.
Nel maggio dello stesso anno, è stato incluso dal selezionatore Javier Mascherano nella rosa partecipante ai Mondiali Under-20, organizzati in casa.

## Statistiche

### Presenze e reti nei club
Statistiche aggiornate al 16 marzo 2025.
| Stagione                 | Squadra                  | Campionato               | Campionato | Campionato | Coppe nazionali | Coppe nazionali | Coppe nazionali | Coppe continentali | Coppe continentali | Coppe continentali | Altre coppe | Altre coppe | Altre coppe | Totale | Totale |
| Stagione                 | Squadra                  | Comp                     | Pres       | Reti       | Comp            | Pres            | Reti            | Comp               | Pres               | Reti               | Comp        | Pres        | Reti        | Pres   | Reti   |
| ------------------------ | ------------------------ | ------------------------ | ---------- | ---------- | --------------- | --------------- | --------------- | ------------------ | ------------------ | ------------------ | ----------- | ----------- | ----------- | ------ | ------ |
| 2021                     | Newell's Old Boys        | PD                       | 0          | 0          | CA+CdL          | 1+2             | 0               | CS                 | 2                  | 0                  | -           | -           | -           | 5      | 0      |
| 2022                     | Newell's Old Boys        | PD                       | 8          | 0          | CA+CdL          | 1+0             | 0               | -                  | -                  | -                  | -           | -           | -           | 9      | 0      |
| 2023                     | Newell's Old Boys        | PD                       | 20         | 1          | CA+CdL          | 1+10            | 0+1             | CS                 | 6                  | 1                  | -           | -           | -           | 37     | 3      |
| gen.-lug. 2024           | Newell's Old Boys        | PD                       | 5          | 1          | CA+CdL          | 2+13            | 0+1             | -                  | -                  | -                  | -           | -           | -           | 20     | 2      |
| Totale Newell's Old Boys | Totale Newell's Old Boys | Totale Newell's Old Boys | 33         | 2          |                 | 30              | 2               |                    | 8                  | 1                  |             | -           | -           | 71     | 5      |
| lug.-dic. 2024           | Boca Juniors             | PD                       | 16         | 2          | CA              | 2               | 1               | CS                 | 0                  | 0                  | -           | -           | -           | 18     | 3      |
| 2025                     | Boca Juniors             | PD                       | 4          | 0          | CA              | 1               | 0               | CL                 | 0                  | 0                  | Cmc         | -           | -           | 5      | 0      |
| Totale Boca Juniors      | Totale Boca Juniors      | Totale Boca Juniors      | 20         | 2          |                 | 3               | 1               |                    | 0                  | 0                  |             | -           | -           | 23     | 3      |
| Totale carriera          | Totale carriera          | Totale carriera          | 53         | 4          |                 | 33              | 3               |                    | 8                  | 1                  |             | -           | -           | 94     | 8      |